# Horváth Bettina
Horváth Bettina (Kecskemét, 1988. július 2. –) magyar labdarúgó, kapus, kapusedző. Jelenleg a TSV Gilching labdarúgója.

## Pályafutása

### Klubcsapatban
2001-ben a Kecskeméti NLE csapatában kezdte a labdarúgást. Egy évig még mezőnyjátékosként szerepelt, utána lett kapus. 2007 és 2010 között a Ferencváros játékosa volt, ahol tagja volt a 2008–09-es bajnoki bronzérmet nyert csapatnak. 2010-ben Szombathelyre igazolt a Viktória FC együtteséhez. A 2010–11-es idényben bajnoki ezüstérmes és magyar kupagyőztes volt a csapattal.

## Sikerei, díjai
- Magyar bajnokság
  - 2.: 2010–11, 2011–12
  - 3.: 2008–09
- Magyar női labdarúgókupa, 2012–13
  - győztes: 2011
  - döntős: 2012[2]